# Technion-Gesellschaft
Eine Technion-Gesellschaft ist eine Gesellschaft zur Förderung der wissenschaftlichen Verbindungen zwischen dem Land der jeweiligen Gesellschaft und dem Technion, der Technischen Hochschule Israels in Haifa, sowie zur Unterstützung der ideellen und materiellen Arbeit des Technion. So wird zum Beispiel der Studentenaustausch durch großzügige Stipendien unterstützt.
Technion-Gesellschaften existieren in 17 Ländern. Die erste Technion-Gesellschaft wurde 1923 in Deutschland als Deutsches Komitee für das Technische Institut in Haifa gegründet und (nachdem sie unter den Nationalsozialisten verboten war) 1982 von Eduard Pestel wieder neu gegründet. 
Der erste Präsident der Deutschen Technion-Gesellschaft war Albert Einstein. Einstein war ebenfalls Mitbegründer der größten Technion-Gesellschaft, der American Technion Society, die 1940 gegründet wurde und heute 20.000 Unterstützer zählt.